# Proceratium catio
Proceratium catio (лат.) — вид мелких муравьёв из подсемейства Proceratiinae (Formicidae). Эндемики Колумбии.

## Распространение
Южная Америка: Колумбия.

## Описание
Мелкие муравьи с загнутым вниз и вперёд кончиком брюшком (длина рабочих 3,38; длина глаз составляет 0,06 мм; длина самок 3,40—4,03 мм). От близких видов отличается следующими признаками: петиоль на 1/5 длиннее своей ширины; постпетиоль короче, чем 1/2 первого брюшного тергита; брюшко скульптированное только в задней половине; верх проподеума покрыт только короткими волосками. Средние голени без гребенчатых шпор. Нижнечелюстные щупики 3-члениковые, нижнегубные щупики состоят из 2 сегментов.  Окраска коричневая. Предположительно, как и другие близкие виды охотятся на яйца пауков и других членистоногих.

## Классификация
Относится к группе видов из клады Proceratium micrommatum, наиболее близок к сестринскому виду Proceratium brasiliense.